# Leandro Zdero
Leandro César Zdero (Quitilipi, 18 de enero de 1971) es un arquitecto y político argentino. Es el actual gobernador de la Provincia del Chaco, habiendo sido elegido para ejercer la función durante el período 2023-2027. Es miembro de la Unión Cívica Radical. Desde 2017, antes de su cargo como gobernador fue diputado provincial los períodos 2017-2021 y 2021-2023, Jefe Regional Nordeste de la ANSES en 2016-2017, y Jefe de Gabinete de la Municipalidad de Resistencia en 2013-2015.
Fue candidato a Intendente de Resistencia por los períodos 2015-2019 y 2019-2023, siendo derrotado por Jorge Capitanich y Gustavo Martínez respectivamente. En 2023 fue electo Gobernador del Chaco el 17 de septiembre de 2023, derrotando al gobernador Jorge Capitanich, quien buscaba su reelección.

## Biografía

### Primeros años
Nació el 18 de enero de 1971, realizó sus estudios secundarios en el Instituto Nuestra Señora de Fátima en Quitilipi y luego estudió arquitectura en la Universidad Nacional del Nordeste recibiéndose allí en el año 1995.
Empezó a militar políticamente en la Universidad y se afilió a la Unión Cívica Radical con la que llegó a ser diputado provincial entre el año 2005 y el año 2009. Luego de su paso por la cámara legislativa fue convocado por la intendente de Resistencia, Aída Ayala, para desempeñar distintos cargos a nivel municipal. Primero se desempeñó como secretario de gobierno y luego de dos años ejerció como jefe de gabinete hasta la finalización del mandato de Ayala.

### Incursión a nivel nacional
En 2015 fue el candidato del frente Vamos Chaco e intentó retener para el partido gobernante la intendencia de Resistencia. En las elecciones municipales de septiembre de ese año, la fórmula del Frente Chaco Merece Más se impuso con el 49.78%, asumiendo la intendencia el en ese momento gobernador Jorge Capitanich. Pese a ello, Zdero mostraría un importante desempeño al cosechar el 46.73% de las intenciones, por lo que la definición terminó siendo muy ajustada. De esta forma el peronismo ganaba la intendencia luego de 12 años de gobiernos radicales. Su campaña proselitista se caracterizó por el uso de la inicial "Z" de su apellido, emulando la firma del héroe enmascarado El Zorro, razón por la cual, lo que fue su principal eslogan de promoción de campaña, pasó a ser su apodo más reconocido en el ambiente.
Con la llegada al gobierno nacional de Mauricio Macri, Zdero fue convocado para ser el jefe regional del Anses en su seccional Nordeste. Asumió en marzo de 2016 y se desempeñó en dicho cargo hasta su renuncia en 2017 para asumir como diputado provincial.

### Regreso a la política provincial
En el 2017 Zdero fue uno de los seis diputados provinciales que logró obtener Cambiemos en la provincia.
En el año 2019 se presentó como candidato a intendente de Resistencia, compitiendo contra el candidato del oficialismo Diego Arévalo y contra Gustavo Martín Martínez, quien hasta el final de la gestión de Capitanich al frente de la Municipalidad de Resistencia integró la alianza como Presidente del Concejo Municipal, pero se había presentado en estas elecciones al frente de su propio movimiento, la Corriente de Expresión Renovadora (CER). En esa oportunidad Zdero representó al frente Chaco Somos Todos, la versión local de Juntos por el Cambio y logró el 34% del acompañamiento de los vecinos capitalinos, quedando en segundo lugar detrás de Martínez, quien obtuvo 41% de los votos.
En 2021 Leandro fue candidato a renovar su banca como diputado provincial y lo logró tras obtener la lista de diputados un total de 41.91% de los votos, suficientes para obtener siete bancas, una menos que el oficialismo que logró ocho. Tras su elección, fue elegido como Vicepresidente segundo de la Legislatura, rol que ejerció acompañado de su gestión como diputado, hasta su asunción como Gobernador del Chaco el 10 de diciembre de 2023.
En 2023 se presentó como precandidato a gobernador de Chaco por el frente Juntos por el Cambio, enfrentando en la interna a Juan Carlos Polini, diputado nacional de la UCR. Para la ocasión, Zdero se presentó al frente de su espacio interno, en alianza con el exgobernador Roy Abelardo Nikisch quién se postuló como candidato a intendente de la Ciudad de Resistencia. En las elecciones primarias provinciales, Zdero se impuso en la interna del 18 de junio de 2023 con un total de 121 970 votos contra los 103 508 de Polini, quedando consagrado como el Candidato a Gobernador por el frente Juntos por el Cambio. Además, la sumatoria de los votos de ambos precandidatos, superó en cantidad a lo obtenido por el oficialismo de Jorge Capitanich. Para esta elección, Zdero contó con el apoyo de los principales referentes nacionales de Juntos por el Cambio que se disputarían la candidatura a Presidente de la Nación, en las elecciones PASO de 2023, Horacio Rodríguez Larreta y Patricia Bullrich. Una vez consagrado como candidato a Gobernador, se enfrentó al Gobernador en funciones Jorge Capitanich en las elecciones generales del 17 de septiembre de 2023.

### Gobernador del Chaco
Tras haber sido electo candidato a Gobernador, Zdero participó en las Elecciones provinciales del Chaco de 2023 representando a Juntos por el Cambio, acompañado por Silvana Schneider como candidata a vicegobernadora. Finalmente, la fórmula Zdero-Schneider se impuso por el 46.39% de los votos, con lo que resultó la fórmula más votada y además superó el 45% establecido para evitar una segunda vuelta; en segundo lugar quedó la fórmula del gobernador Jorge Capitanich y su vicegobernadora Analía Rach Quiroga, que alcanzó el 41.74%. De esta forma, el radicalismo logró imponerse en el distrito chaqueño después de 16 años ininterrumpidos de gobiernos peronistas.
Durante su campaña, Zdero recibió el apoyo pleno de la candidata presidencial de Juntos por el Cambio, Patricia Bullrich, a la cual acompañó de forma recíproca durante las Elecciones primarias abiertas y obligatorias de Argentina de 2023 y durante las Elecciones presidenciales generales, una vez que esta fuera proclamada como Candidata por la mencionada fuerza política. Sin embargo y tras haber quedado en tercer lugar en esta última instancia y en consecuencia, fuera del balotaje presidencial que terminó enfrentando a Javier Milei con Sergio Massa,  Zdero fue consecuente con la actitud asumida por Bullrich, brindando su apoyo electoral al candidato libertario. De esta forma, Javier Milei se terminaría imponiendo en el balotaje presidencial con el 55% de las intenciones, resultando decisivo para ello el apoyo brindado por la gran mayoría del arco político de Juntos por el Cambio.
Finalmente, Leandro Zdero asumió formalmente sus funciones como gobernador el 9 de diciembre de 2023, previo acuerdo con el gobernador saliente Jorge Capitanich de adelantar el traspaso de mando para esa fecha. Como primera medida de gobierno, anunció la realización de una auditoría general a la gestión de su predecesor, para la cual puso al frente de la misma a su vicegobernadora Silvana Schneider. Tras el acto de asunción brindado por la mañana del día sábado 9 de diciembre, por la noche del mismo día se procedió a la jura y puesta en funciones de los integrantes de su gabinete gubernamental.

#### Gabinete de Leandro Zdero
Nómina de funcionarios designados por Leandro Zdero, para el período gubernamental 2023-2027:
| Cartera     | Área                                           | Titular                                     | Período                 | Subsecretarías                                     | Titular                                | Período        |
| ----------- | ---------------------------------------------- | ------------------------------------------- | ----------------------- | -------------------------------------------------- | -------------------------------------- | -------------- |
| Secretarías | Coordinación de Gabinete                       | Livio Gutiérrez                             | 2023-                   | Modernización del Estado                           | Federico Valdés                        | 2023-          |
| Secretarías | Coordinación de Gabinete                       | Livio Gutiérrez                             | 2023-                   | Planificación estratégica                          | Víctor Manuel Rodríguez                | 2023-          |
| Secretarías | Asuntos estratégicos                           | Marcos Resico                               | 2023-                   | Municipios                                         | Sonia Gabriela Galarza                 | 2023-2024      |
| Secretarías | Asuntos estratégicos                           | Marcos Resico                               | 2023-                   | Municipios                                         | Marcelo Barrios                        | 2024-          |
| Secretarías | Asuntos estratégicos                           | Marcos Resico                               | 2023-                   | Coordinación Estratégica                           | Paola Gómez                            | 2024-          |
| Secretarías | General de la Gobernación                      | Carolina Meiriño                            | 2023-                   | General de la Gobernación                          | Sergio Gustavo Lencovich               | 2023-          |
| Secretarías | General de la Gobernación                      | Carolina Meiriño                            | 2023-                   | Gestión Pública                                    | Yamila Lomberg                         | 2023-          |
| Secretarías | General de la Gobernación                      | Carolina Meiriño                            | 2023-                   | Legal y Técnica                                    | Julio César Ferro                      | 2023-          |
| Secretarías | General de la Gobernación                      | Carolina Meiriño                            | 2023-                   | Casa del Chaco                                     | Mario Tulio Liper Quijano              | 2023-          |
| Secretarías | General de la Gobernación                      | Carolina Meiriño                            | 2023-                   | Asesoría General de la Gobernación                 | Alejandra Ferreyra                     | 2023-          |
| Ministerios | Gobierno, Justicia, Trabajo y Derechos Humanos | Jorge Fernando Gómez                        | 2023-                   | Gobierno                                           | Gustavo Corradi                        | 2023-          |
| Ministerios | Gobierno, Justicia, Trabajo y Derechos Humanos | Jorge Fernando Gómez                        | 2023-                   | Justicia                                           | Elisa Fernández Aselle                 | 2023-2024      |
| Ministerios | Gobierno, Justicia, Trabajo y Derechos Humanos | Jorge Fernando Gómez                        | 2023-                   | Justicia                                           | Elina Nicoloff                         | 2024-          |
| Ministerios | Gobierno, Justicia, Trabajo y Derechos Humanos | Jorge Fernando Gómez                        | 2023-                   | Trabajo                                            | María Noel Ibarra                      | 2023-          |
| Ministerios | Gobierno, Justicia, Trabajo y Derechos Humanos | Jorge Fernando Gómez                        | 2023-                   | Derechos Humanos                                   | Víctor Hugo Maldonado                  | 2023-          |
| Ministerios | Gobierno, Justicia, Trabajo y Derechos Humanos | Jorge Fernando Gómez                        | 2023-                   | Género y Diversidad                                | Sonia Valenzuela                       | 2023-          |
| Ministerios | Gobierno, Justicia, Trabajo y Derechos Humanos | Jorge Fernando Gómez                        | 2023-                   | Asuntos Registrales                                | María de las Mercedes Marinich         | 2023-          |
| Ministerios | Gobierno, Justicia, Trabajo y Derechos Humanos | Jorge Fernando Gómez                        | 2023-                   | Protección Civil                                   | Gustavo Santo                          | 2023-          |
| Ministerios | Gobierno, Justicia, Trabajo y Derechos Humanos | Jorge Fernando Gómez                        | 2023-                   | Pueblos Originarios                                | Daniel Ramírez                         | 2023-2024      |
| Ministerios | Gobierno, Justicia, Trabajo y Derechos Humanos | Jorge Fernando Gómez                        | 2023-                   | Pueblos Originarios                                | David García                           | 2024-          |
| Ministerios | Desarrollo Humano                              | Carina Botteri DisoffSonia Gabriela Galarza | 2023-20242024-          | Desarrollo Humano                                  | Ana Cecilia Orozco                     | 2023-          |
| Ministerios | Desarrollo Humano                              | Carina Botteri DisoffSonia Gabriela Galarza | 2023-20242024-          | Economía y Políticas Sociales                      | Marcelo BarriosCarla Cantero           | 2023-20242024- |
| Ministerios | Desarrollo Humano                              | Carina Botteri DisoffSonia Gabriela Galarza | 2023-20242024-          | Economía para el Desarrollo                        | Martha Viviana García                  | 2023-          |
| Ministerios | Desarrollo Humano                              | Carina Botteri DisoffSonia Gabriela Galarza | 2023-20242024-          | Participación Ciudadana                            | Carina Batalla                         | 2023-          |
| Ministerios | Desarrollo Humano                              | Carina Botteri DisoffSonia Gabriela Galarza | 2023-20242024-          | Niñez, Adolescencia, Familia y Adultos Mayores     | Fernando Samudio                       | 2023-          |
| Ministerios | Desarrollo Humano                              | Carina Botteri DisoffSonia Gabriela Galarza | 2023-20242024-          | Planificación Estratégica y Financiera             | José Luis PicalukAriel Alejandro Frete | 2023-20242024- |
| Ministerios | Desarrollo Humano                              | Carina Botteri DisoffSonia Gabriela Galarza | 2023-20242024-          | Juventud                                           | Everest Jovanovich                     | 2023-          |
| Ministerios | Educación, Cultura, Ciencia y Tecnología       | Sofía Naidenoff                             | 2023-                   | Educación                                          | Isabel Sanchuk                         | 2023-          |
| Ministerios | Educación, Cultura, Ciencia y Tecnología       | Sofía Naidenoff                             | 2023-                   | Interculturalidad y Plurilingüismo                 | David García                           | 2023-2024      |
| Ministerios | Educación, Cultura, Ciencia y Tecnología       | Sofía Naidenoff                             | 2023-                   | Interculturalidad y Plurilingüismo                 | Vilma Coria                            | 2024-          |
| Ministerios | Educación, Cultura, Ciencia y Tecnología       | Sofía Naidenoff                             | 2023-                   | Ciencia y Tecnología                               | Claudia Alejandra Pilar                | 2023-          |
| Ministerios | Educación, Cultura, Ciencia y Tecnología       | Sofía Naidenoff                             | 2023-                   | Coordinación Presupuestaria y Financiera           | José Cavalca                           | 2023-          |
| Ministerios | Educación, Cultura, Ciencia y Tecnología       | Sofía Naidenoff                             | 2023-                   | Descentralización Educativa                        | Marta Mónica Fassano                   | 2023-          |
| Ministerios | Educación, Cultura, Ciencia y Tecnología       | Sofía Naidenoff                             | 2023-                   | Infraestructura Escolar                            | Sonia Rosana Cerrutti                  | 2023-          |
| Ministerios | Hacienda y Finanzas                            | Alejandro Abraam                            | 2023-                   | Hacienda                                           | Sebastián Villalonga                   | 2023-          |
| Ministerios | Hacienda y Finanzas                            | Alejandro Abraam                            | 2023-                   | Coordinación de Gabinete Económico                 | Guillermo César Agüero                 | 2023-          |
| Ministerios | Hacienda y Finanzas                            | Alejandro Abraam                            | 2023-                   | Planificación Económica y Control de Gestión       | María Luisa Bonaldi                    | 2024-          |
| Ministerios | Infraestructura, Obras y Servicios Públicos    | Hugo Domínguez                              | 2023-                   | Obras Públicas                                     | Jorge Francisco Nocenti                | 2023-          |
| Ministerios | Infraestructura, Obras y Servicios Públicos    | Hugo Domínguez                              | 2023-                   | Proyecto y Planeamiento                            | Jorge Crisostolo                       | 2023-          |
| Ministerios | Infraestructura, Obras y Servicios Públicos    | Hugo Domínguez                              | 2023-                   | Transporte y Logística                             | Mario Díaz                             | 2023-          |
| Ministerios | Infraestructura, Obras y Servicios Públicos    | Hugo Domínguez                              | 2023-                   | Energía y Servicios Públicos                       | Joaquín Sabadini                       | 2023-          |
| Ministerios | Infraestructura, Obras y Servicios Públicos    | Hugo Domínguez                              | 2023-                   | Coordinación Presupuestaria y Financiamiento       | Claudia Andrea Romero                  | 2023-          |
| Ministerios | Producción y Desarrollo Económico Sostenible   | Hernán HalavacsVíctor ZimmermannOscar Dudik | 2023-20242024-20252025- | Coordinación, Producción y Desarrollo Sustentable  | Mario OliveroOrlando Morán             | 2023-20242024- |
| Ministerios | Producción y Desarrollo Económico Sostenible   | Hernán HalavacsVíctor ZimmermannOscar Dudik | 2023-20242024-20252025- | Ganadería y Producción Animal                      | Mariela Kasko                          | 2023-          |
| Ministerios | Producción y Desarrollo Económico Sostenible   | Hernán HalavacsVíctor ZimmermannOscar Dudik | 2023-20242024-20252025- | Desarrollo Territorial                             | Alicia Ogara                           | 2023-          |
| Ministerios | Producción y Desarrollo Económico Sostenible   | Hernán HalavacsVíctor ZimmermannOscar Dudik | 2023-20242024-20252025- | Medio Ambiente                                     | Mariano Moro                           | 2023-          |
| Ministerios | Producción y Desarrollo Económico Sostenible   | Hernán HalavacsVíctor ZimmermannOscar Dudik | 2023-20242024-20252025- | Desarrollo Forestal                                | Jorge FrankOscar Navarro               | 2023-20242024- |
| Ministerios | Producción y Desarrollo Económico Sostenible   | Hernán HalavacsVíctor ZimmermannOscar Dudik | 2023-20242024-20252025- | Agricultura                                        | Julio César Fantín                     | 2024-          |
| Ministerios | Salud                                          | Sergio Rodríguez                            | 2023-                   | Salud, Programación y Gestión Estratégica          | Rafael Meneses                         | 2023-          |
| Ministerios | Salud                                          | Sergio Rodríguez                            | 2023-                   | Regulación y Fiscalización                         | Carlos Codutti                         | 2023-2024      |
| Ministerios | Salud                                          | Sergio Rodríguez                            | 2023-                   | Regulación y Fiscalización                         | Sandra Sibilla                         | 2024-          |
| Ministerios | Salud                                          | Sergio Rodríguez                            | 2023-                   | Coordinación Presupuestaria y Financiera           | María Luisa Bonaldi                    | 2023-2024      |
| Ministerios | Salud                                          | Sergio Rodríguez                            | 2023-                   | Coordinación Presupuestaria y Financiera           | Edgardo Reniero                        | 2024-          |
| Ministerios | Salud                                          | Sergio Rodríguez                            | 2023-                   | Promoción de la Salud y Prevención de Enfermedades | Antonieta Cayré                        | 2023-          |
| Ministerios | Salud                                          | Sergio Rodríguez                            | 2023-                   | Red de Servicios de Salud                          | Marcelo Ojeda                          | 2023-          |
| Ministerios | Salud                                          | Sergio Rodríguez                            | 2023-                   | Articulación Sanitaria                             | Mariela Mercadín                       | 2024-          |
| Ministerios | Seguridad                                      | Hugo Matkovich                              | 2023-                   | Seguridad Pública                                  | Juan de la Cruz González               | 2023-          |
| Ministerios | Seguridad                                      | Hugo Matkovich                              | 2023-                   | Investigación Criminal                             | Ángel Domínguez                        | 2023-          |
| Ministerios | Seguridad                                      | Hugo Matkovich                              | 2023-                   | Seguridad Vial                                     | Rafael Acuña                           | 2023-          |
| Ministerios | Seguridad                                      | Hugo Matkovich                              | 2023-                   | Participación Ciudadana                            | Tamara Silvestri                       | 2023-          |
| Ministerios | Seguridad                                      | Hugo Matkovich                              | 2023-                   | Asuntos Jurídicos                                  | Patricia Fernández                     | 2023-          |
| Ministerios | Seguridad                                      | Hugo Matkovich                              | 2023-                   | Prevención y lucha contra el Narcotráfico          | Analía Ramírez                         | 2023-          |